# Ribes hunanense
Ribes hunanense är en ripsväxtart som beskrevs av Chang Y. Yang och C.J. Qi. Ribes hunanense ingår i släktet ripsar, och familjen ripsväxter. Inga underarter finns listade i Catalogue of Life.